# Josef Prošek (fotograf)
Josef Prošek (19. října 1923 Podol u města Mšené-lázně – 9. prosince 1992 Praha) byl český umělecký fotograf.

## Život
Narodil se 19. října 1923 v dnes již zaniklé obci Podol u města Mšené-lázně. Od roku 1940 psal básně, intenzivně začal fotografovat. Stýkal se s avantgardou v Bubenské ulici č. 39 v Praze, kde také krátce bydlel. Po válce začal studovat obor fotografie na Státní grafické škole v Praze, ale ještě během studií byl na doporučení Josefa Sudka přijatý jako řádný člen uměleckého spolku Mánes. Tím začala jeho profesionální dráha fotografa. Několik let byl zaměstnaný jako fotograf-žurnalista v časopisu Květy, později jako výtvarný fotograf v magazínu Plamen. Od 60. let pracoval jako volný fotograf ve svobodném povolání, kde setrval až do konce života. Vystavoval samostatně, na svazových přehlídkách i mezinárodních salonech v Berlíně, Moskvě, Kodani, Paříži, Bruselu, Bělehradě, Mexiku-City aj. Byl nositelem čestného titulu Excellence FIAP. Zemřel 9. prosince 1992 v Praze.

## Dílo
Věnoval se portrétům, aktům a krajinářské fotografii, a v posledních letech také zátiší, jež vytvořila pozoruhodný komorní soubor, posmrtně vystavený v Pražském domě fotografie (1993). Nejhlouběji však jeho tvorbu zasáhla městská tematika. Byla to především Praha, kde strávil většinu života. Z velkoryse zamýšleného a v plném rozsahu nezrealizovaného projektu „Snad Praha...“ zůstalo jen torzo, jehož exkluzivní výbor, doplněný – a z hlediska žánrové inspirace předznamenaný – sérií fotografií pražských záchodků, vydalo nakladatelství Artfoto. Neméně silným zdrojem inspirace se Josefu Proškovi stala i Paříž, která ho okouzlila na první pohled a dala podnět ke vzniku pozoruhodné knihy „Paříž v Paříži“.

## Knižní publikace
- Matyáš Bernard Braun – Kuks, SNKLHU, Praha 1959
- Pražské ateliéry, Nakladatelství československých výtvarných umělců, Praha 1961
- Josef Prošek, SNKLU, Edice Umělecká fotografie, sv. 16, Praha 1962
- Matyáš Bernard Braun, SNKLU, Praha 1965
- Československo, Orbis, Praha 1965
- Paříž v Paříži, Mladá fronta, Praha 1967
- Radar, Odeon, Praha 1971
- Kuks, Pressfoto, Praha 1977
- České Středohoří, Pressfoto, Praha 1980
- Českomoravská vrchovina, Pressfoto, Praha 1986
- Český Ráj, Pressfoto, Praha 1988
- Josef Prošek – Snad Praha, Artfoto, Praha 1999